# Parein (biscuiterie)
Parein est une marque de biscuit Belge originaire d’Anvers. La marque fut créée en 1890 par Edouard Parein, puis intégrée au groupe LU en 1977.

## Historique

### Edouard Parein (23/07/1832 - 19/03/1925)
À Anvers, Edouard Parein, négociant en grains, s’est spécialisé dans l’importation de farine américaine. Il fait cela à cause de la mauvaise qualité de la farine belge qui, à l’époque, est encore moulue dans de moulins à vent.
Il acquiert, en 1890, la manufacture de biscuits Cordemans, qui deviendra la biscuiterie Parein,,.

### Louis Parein (29/12/1866 - 30-11-1925)
Il est nommé administrateur-directeur en 1909. Ses frères Pierre et Joseph ainsi que Paul, son fils, deviennent un triumvirat. Paul Parein prendra la direction des affaires.

### Paul Parein (11/01/1900 - 13/071965)
Il procède à l'achat de nouveaux fours et machines pour répondre à la rapide expansion des ventes. Le personnel atteint 700 employés. Le 2 novembre 1944, la première bombe volante (V1) cause des dégâts considérables. Les équipes de déblayage n'ont pas terminé leur travail qu'une deuxième bombe V2 atteint la biscuiterie et la détruit presque entièrement. Paul Parein donne l'ordre de la reconstruire.

### Paul et Louis Parein
Paul Parein décide d'envoyer son fils Louis aux États-Unis afin d'essayer d'apprendre à fabriquer des crackers salés, inconnus chez les fabricants européens. Louis revient, chargé de recettes et d’échantillons. Dans l'avion du retour, il dessine le premier biscuit sans coins et cherche des noms de trois lettres pour ce nouveau cracker. Il crée ainsi le Tuc, lancé en 1958. 
Cha-Cha. Paul Parein déguste en Ecosse une gaufrette fourrée de caramel et enrobée de chocolat, et souhaite commercialiser un produit similaire. Après des années d’essais en laboratoire, le produit est prêt à être mise en vente. Louis Parein définit une stratégie commerciale originale. Il décide de donner à tout nouveau produit une marque unique et déposable internationalement. Il est le premier représentant d'une entreprise familiale aux côtés de l'Italien Ferrero (Tic-Tac, Nutella) à adopter une telle stratégie. Les noms communs utilisés auparavant (tels que chez les concurrents Boudoir, Madeleine, Spéculoos et autres Petit Beurre) sont déclinés. Vive les Pims, TUC, Bastogne, Prince, toutes marques déposées internationalement.

### General biscuit
La fusion entre biscuit Parein et De Beukelaer est finalisée en 1965, sous le nom de General biscuit. Celle-ci va acquérir Victoria Pays-Bas, Victoria Bruxelles, Meurisse chocolat, l'Alsacienne biscuit (3 usines), Betterfood (Pays-Bas), Biscotte Paquot (Belgique), chocolaterie Renaux (Belgique), Neuhaus chocolatier (Belgique) et une chocolaterie Novesia (Allemagne). Paul Parein décède la veille de la fusion et Edouard De Beukelaer devient le président, Louis Parein est vice-président chargé du marketing international. Toutes ces acquisitions ne s’avèrent pas rentables et le conseil d'administration cède la majorité à la société française CERALIMENT-LU-BRUN. Le groupe Danone rachète la société pour finir chez le géant américain Kraft Foods (aujourd'hui Mondelez).